# یک نعلبکی رمز و راز (ترانه)
«یک نعلبکی رمز و راز» (به انگلیسی: A Saucerful of Secrets) نام آهنگ چند قسمتی بی‌کلام از گروه موسیقی پراگرسیو راک پینک فلوید است که در آلبومی با همین نام در سال ۱۹۶۸ منتشر شد.در نوشتن این آهنگ چهار عضو پینک فلوید شامل ریچارد رایت ،دیوید گیلمور،نیک میسن و راجر واترز نقش داشتند.این آهنگ در اجراهای اولیه با نام The Massed Gadgets of Hercules شناخته می‌شد.نسخه‌های زنده از این آهنگ را می‌توان در آلبومی که گروه با نام اوماگوما منتشر کرد مشاهده نمود.اجرای زندهٔ دیگری از این آهنگ در فیلم زنده در پمپئی هم قابل مشاهده است.این اولین آهنگی است که نام دیوید گیلمور به عنوان سازنده آهنگ ثبت شد که نام گیلمور را به اشتباه Gilmore عنوان کرده بودند، اما در انتشار آلبوم به صورت رمستر در سال ۱۹۹۴ اصلاح شد.

## ساختار آهنگ
این آهنگ چند قسمتی است و متشکل از چهار قسمت زیر است:
1. «Something Else»
2. «Syncopated Pandemonium»
3. «Storm Signal»
4. «Celestial Voices»

راجر واترز در مصاحبه‌ای که با رولینگ استون داشت عنوان کرد که این آهنگ روایتگر یگ نبرد و عواقب پس از آن است، به این صورت که قسمت اول «Something Else» مقدمات نبرد را بیان می‌کند، قسمت دوم «Syncopated Pandemonium» نبرد واقعی را نشان می‌دهد،«Storm Signal» نشان دهندهٔ مردن بعد از نبرد است و قسمت آخر «Celestial Voices» هم عزاداری بعد از مردن را نشان می‌دهد.